# Trapani
Trapani (sizilianisch: Tràpani) ist mit knapp 70.000 (68.370 (28. Februar 2017)) Einwohnern die siebtgrößte Stadt der italienischen Region Sizilien und Hauptstadt des gleichnamigen Freien Gemeindekonsortiums. Der antike Name der Stadt war griechisch Δρέπανον Drépanon (für ‚Mondsichel‘), lateinisch Drepanum. Namensgebend war das sichelförmige Felsenriff im Meer südwestlich der Altstadt.

## Geografie

### Lage
Die Stadt liegt im äußersten Nordwesten Siziliens auf einer weit vorspringenden Landzunge am Fuß des Monte Erice. Vor der Küste verläuft die Grenze von Tyrrhenischem Meer und offenem Mittelmeer (Straße von Sizilien); Trapani nennt sich deshalb Città tra due mari (Stadt zwischen zwei Meeren).
Trapani bedeckt eine Fläche von 271 km². Es sind 55.229 Einwohner gemeldet (Stand 31. Dezember 2023).
Die Ortsteile (Fraktionen) heißen Marausa, Xitta, Palma, Fontanasalsa, Guarrato, Fulgatore, Salinagrande, Locogrande, Rilievo, Borgo Fazio und Ummari.
Die Nachbargemeinden sind Paceco, Erice, Buseto Palizzolo, Calatafimi Segesta, Salemi und Marsala. Das Gemeindegebiet von Trapani wird von der Gemeinde Paceco in zwei Teilflächen geteilt.

### Klima
Das Klima Trapanis ist typisch mediterran mit milden Wintern und mäßig schwül-warmen Sommern.
Die Jahresdurchschnittstemperatur liegt bei 17,6 Grad. Die wärmsten und trockensten Monate sind Juli und August mit durchschnittlich 24,5–25 °C und 2–5 mm Niederschlag. Bei Hitzewellen (z. B. ausgelöst durch den Scirocco) steigen die Temperaturen bei sehr geringer Luftfeuchtigkeit auf mehr als 40 °C. Am kühlsten ist der Januar mit etwa 11,5 °C im Mittel.
Der jährliche Niederschlag beträgt ca. 520 mm. Regenreichste Monate sind November und Dezember mit durchschnittlich rund 87 mm Niederschlag.
|                       | Jan  | Feb  | Mär  | Apr  | Mai  | Jun  | Jul  | Aug  | Sep  | Okt  | Nov  | Dez  |   |      |
| Mittl. Tagesmax. (°C) | 14,9 | 15,0 | 16,8 | 19,4 | 23,7 | 27,4 | 30,2 | 30,8 | 28,0 | 24,2 | 19,6 | 16,1 | ⌀ | 22,2 |
| Mittl. Tagesmin. (°C) | 7,8  | 7,4  | 8,5  | 10,5 | 13,8 | 17,2 | 20,1 | 21,0 | 19,0 | 16,1 | 12,2 | 9,5  | ⌀ | 13,6 |
|                       |      |      |      |      |      |      |      |      |      |      |      |      |   |      |
| Niederschlag (mm)     | 73   | 47   | 47   | 36   | 19   | 4    | 3    | 7    | 59   | 67   | 72   | 87   | Σ | 521  |
|                       |      |      |      |      |      |      |      |      |      |      |      |      |   |      |
| Regentage (d)         | 9    | 8    | 7    | 6    | 3    | 1    | 0    | 1    | 3    | 7    | 7    | 10   | Σ | 62   |
|                       |      |      |      |      |      |      |      |      |      |      |      |      |   |      |
| Wassertemperatur (°C) | 14,9 | 14,2 | 14,5 | 15,7 | 18,5 | 22,8 | 25,5 | 26,1 | 24,9 | 22,2 | 19,8 | 16,7 | ⌀ | 19,7 |

| 7,8 |

| 7,4 |

| 8,5 |

| 10,5 |

| 13,8 |

| 17,2 |

| 20,1 |

| 21,0 |

| 19,0 |

| 16,1 |

| 12,2 |

| 9,5 |

| 7,8 |

| 7,4 |

| 8,5 |

| 10,5 |

| 13,8 |

| 17,2 |

| 20,1 |

| 21,0 |

| 19,0 |

| 16,1 |

| 12,2 |

| 9,5 |

| N i e d e r s c h l a g | 73  | 47  | 47  | 36  | 19  | 4   | 3   | 7   | 59  | 67  | 72  | 87  |
|                         | Jan | Feb | Mär | Apr | Mai | Jun | Jul | Aug | Sep | Okt | Nov | Dez |

## Geschichte

### Mythologie

Nordküste der Altstadt

Trapani (altgriechisch Δρέπανον, lateinisch Drepanum) spielt bereits eine Rolle in der griechischen Mythologie und in Vergils Epos Aeneis. Demnach soll Anchises, der Vater des Aeneas, während der Irrfahrten nach dem Fall Trojas hier gestorben und begraben worden sein. Vergil sprach von Drepanum als einer traurigen, freudlosen Küste.
Zudem gibt es Spekulationen, dass Schauplätze von Homers Odyssee in dieser Gegend lagen: so wurde Drepanon von einigen Autoren mit Scheria, dem Land der Phaiaken, von anderen mit der Heimat des Kyklopen Polyphem gleichgesetzt. Selbst das Ithaka Homers, die Heimat des Odysseus, das gewöhnlich mit der heutigen Insel Ithaka oder einer der benachbarten Ionischen Inseln gleichgesetzt wird, wurde schon in der Region von Trapani angenommen.

### Antike
Im 13. Jahrhundert v. Chr. diente die Küste Trapanis wahrscheinlich als natürlicher Hafen der in Erice und Segesta siedelnden Elymer, bevor ab etwa dem 9. Jahrhundert v. Chr. die Karthager begannen, die Siedlung als kolonialen Handelshafen auszubauen. Sie legten einen schiffbaren Kanal zwischen dem Nordhafen und dem geschützteren Südhafen etwa auf Höhe der heutigen Piazza Vittorio Emanuele an. Aus dieser Zeit stammt auch der Vorgängerbau des Castello di Terra. Die Meeresseite (heute Via Torrearsa) befestigten sie mit Felsen. Etwa fünfhundert Menschen sollen zu dieser Zeit in Trapani gelebt haben.
Während des Ersten Punischen Krieges war Trapani ab 260 v. Chr. ein karthagischer Stützpunkt. Vorläufer des Festungsbaus Castello della Colombaia sollen aus dieser Zeit datieren. Die Küste vor der Stadt wurde zum Schauplatz zweier großer Seeschlachten: 249 v. Chr. fand hier die Schlacht von Drepana statt, in der die Karthager die Römer besiegten. Acht Jahre später, am Ende des Punischen Krieges (241 v. Chr.), wurde Trapani von den Römern erobert. Sie nahmen der Stadt ihre politische Autonomie und führten neue Steuern ein, sodass Trapani schnell an Bedeutung verlor.

### Mittelalter

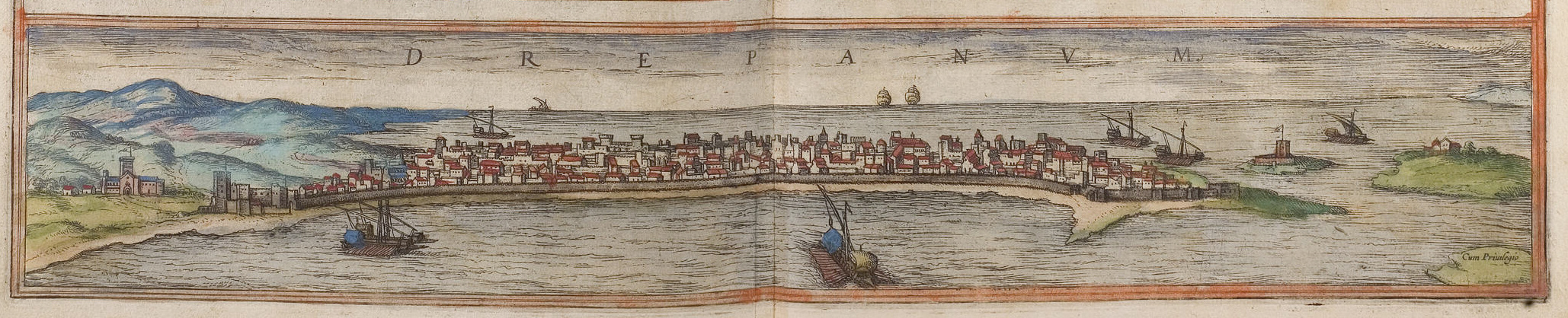
Drepanum (Braun/Hogenberg 1572)

Erst nach 827 n. Chr. brachte die Vorherrschaft der Araber einen neuen Aufschwung. Der Hafen wurde vergrößert, der Mauerring um die Stadt verstärkt, die Handelsbeziehungen ausgebaut. Salz aus Trapani wurde im Mittelalter nach ganz Italien, Frankreich und England verkauft. Zur neuen Blüte trugen auch die Goldschmiedekunst und die Verarbeitung von Korallen bei. Bis heute prägen die arabische Architektur, Kunst und Sprache Trapanis Stadtbild und kulturelles Leben.
1077 eroberten die Normannen unter Roger I. Trapani, und eine weitere Blütezeit begann. Der Hafen genoss Zollfreiheit, die Stadt richtete Konsulate ein für die größten Handelshäuser Norditaliens und Kataloniens. Die römisch-katholische Konfession wurde unter den Normannen offiziell.
Unter Karl I. von Anjou hatte die Stadtbevölkerung unter hohen Zöllen zu leiden. Mit dem Volksaufstand von 1282 (Sizilianische Vesper), an dem auch zahlreiche prominente Trapanesen teilnahmen, wurde Karl I. vertrieben. Sizilien fiel an das Haus Aragon, Trapani trat in eine neue Phase der Urbanisierung. Trapani war im 14. Jahrhundert unter Karl V. wichtigste Hafenstadt im Westen Siziliens.

### Entwicklung ab dem 19. Jahrhundert

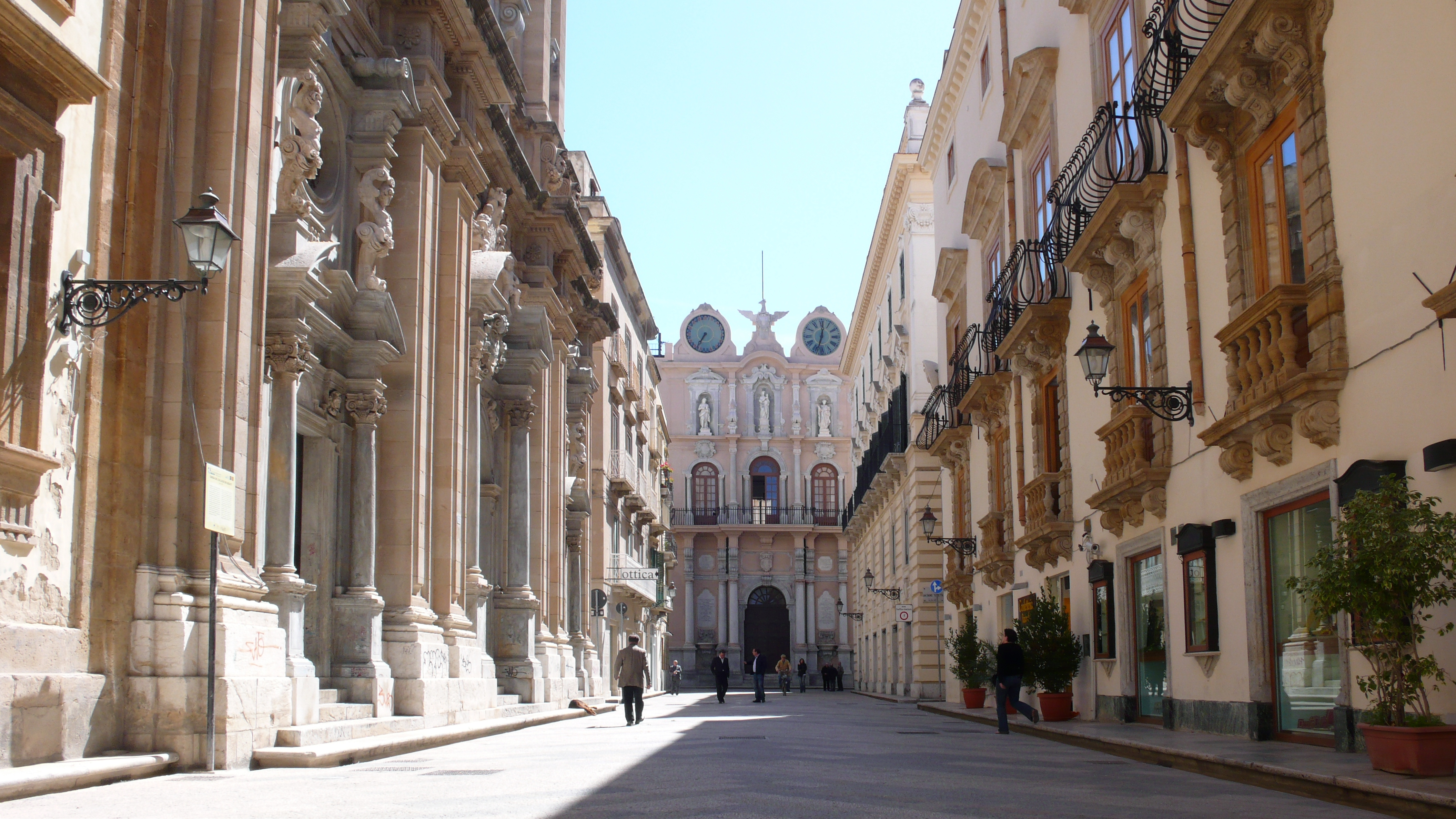
Corso Vittorio Emanuele

Im 19. Jahrhundert breitete sich die Stadt von der Halbinsel in das Hinterland Richtung Erice aus. 1817 wurde Trapani Provinzhauptstadt. Seit 1844 ist die Stadt Sitz des römisch-katholischen Bistums Trapani. Im Zweiten Weltkrieg trafen Trapani schwere Bombardements. 28 Luftangriffe der Alliierten zerstörten das älteste Stadtviertel San Pietro und das Theater Teatro Garibaldi. Mit dem Wiederaufbau von 1950 bis 1965 gelang es, wirtschaftlich wieder Fuß zu fassen.
Im Herbst 2005 wurden vor Trapani Regatten des America’s Cup ausgetragen. Der damit verbundene Ausbau des Hafens und die Renovierung des Stadtzentrums führten zu einem Anstieg des Tourismus. Dieser wird auch durch die zivile Nutzung des nahe gelegenen Flughafens Birgi befördert.
Seit 2018 ist Giacomo Tranchida Bürgermeister der Stadt.
| Jahr      | 1861   | 1871   | 1881   | 1901   | 1911   | 1921   | 1931   | 1936   | 1951   | 1961   | 1971   | 1981   | 2001   | 2010   |
| --------- | ------ | ------ | ------ | ------ | ------ | ------ | ------ | ------ | ------ | ------ | ------ | ------ | ------ | ------ |
| Einwohner | 32.571 | 34.446 | 40.009 | 62.344 | 63.559 | 72.456 | 60.252 | 64.702 | 74.616 | 78.508 | 71.702 | 69.497 | 68.346 | 70.622 |

(Angaben jeweils zum 31. Dezember des genannten Jahres.)
Ende 2010 lebten 1721 Personen mit ausländischer Staatsbürgerschaft in Trapani, darunter vor allem Menschen aus Rumänien, Mazedonien, Marokko, China und Tunesien.

## Wirtschaft

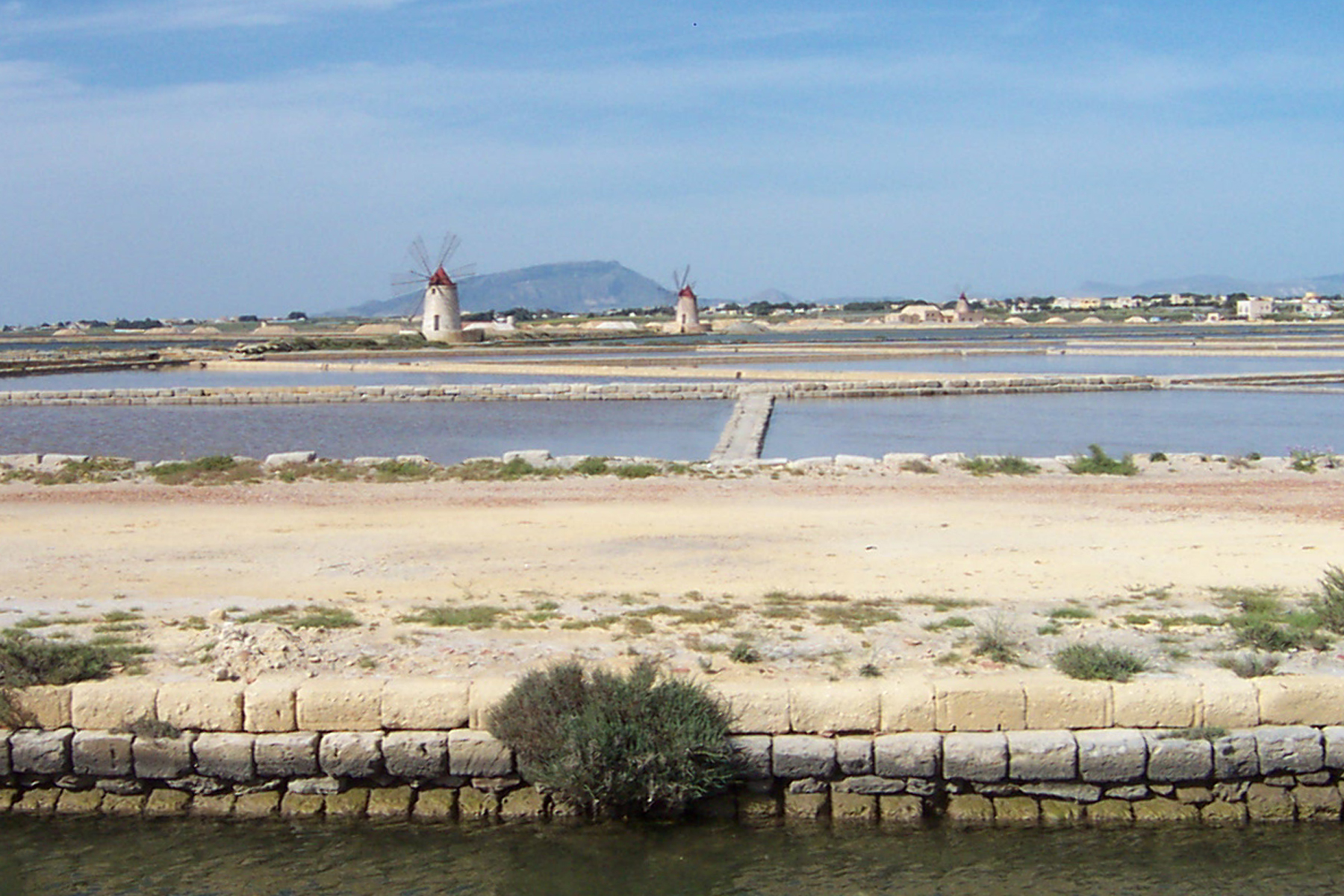
Salinen

Die arbeitende Bevölkerung verteilte sich 2001 auf folgende Branchen:
- Dienstleistung und Soziales 37 %
- Handel, Transport und Tourismus/Gastronomie 22 %
- Industrie und produzierendes Gewerbe 13 %
- Bauwesen 9 %
- Landwirtschaft 9 %
- Kreditwesen 7 %
- Fischerei 2 %

Die Salzgewinnung in Trapani in den Salinen südlich der Stadt war über Jahrhunderte einer der wichtigsten Wirtschaftszweige. Wegen seines relativ hohen Mineralgehalts genießt das Salz einen guten Ruf; auch Voltaire lobte die alten Salinen. Noch heute werden in Trapani jährlich etwa hunderttausend Tonnen Salz produziert, es wird von der Firma SoSalt vermarktet.
Wein aus Trapani ist international bekannt. Zu den renommiertesten Winzern und Oenologen der Region gehören Centonze und Firriato (Paceco). Die meistangebauten Rebsorten sind Grillo und Nero d’Avola.
Weitere wichtige Wirtschaftszweige sind die Fischerei und Fischverarbeitung, die Landwirtschaft mit dem Anbau von Oliven, Zitrusfrüchten, Gemüse, Getreide und Mandeln, die Nahrungsmittelindustrie sowie der Tourismus. In Trapani sind zahlreiche Banken ansässig. Es gibt insgesamt 57 Filialen.

### Mafia
Die trapanesische Mafia gilt nach der palermitanischen als die einflussreichste Siziliens. Nach der Verhaftung Vincenzo Virgas 2001 wurde Matteo Messina Denaro angeblich Anführer der Mafia Trapanis und vielleicht ganz Siziliens. Er soll vorrangig mit Schutzgelderpressung und Drogenhandel Geld gemacht haben. Im November 2008 ließ ein Gericht in Trapani Güter im Wert von 700 Millionen Euro konfiszieren, die Denaro zugeschrieben werden. Denaro wurde am 16. Januar 2023 festgenommen und starb acht Monate später im Gefängnis an Krebs.
Von Mitte 2001 bis 2008 wurden in Trapani vier Bürgermeister und 14 Amtsleiter verhaftet.
Mafiöse Aktivitäten in Politik und Wirtschaft konzentrierten sich in den vergangenen Jahren vor allem auf die EU-geförderte Bauwirtschaft und den Energiesektor:
Das Baustoff-Unternehmen Calcestruzzi Ericina war bis zum Jahr 2000 im Besitz des Mafia-Bosses Vincenzo Virga, wurde dann enteignet und im Februar 2009 in eine Genossenschaft umgewandelt.
Im Januar 2009 flog in Trapani ein großes Bestechungskomplott um Windkraftanlagen auf. Die Polizei Trapanis ließ Politiker und Geschäftsleute festnehmen, die mittels Korruption nationale und EU-Fördergelder in Höhe von mehreren Hundert Millionen Euro kontrollieren wollten.
Gegen den trapanesischen Senator Antonio D’Ali (PDL) lief im April 2013 ein Gerichtsprozess wegen mafiöser Verstrickungen in Zusammenhang mit dem Hafenausbau 2005. In der Vorbereitung des America’s Cup sollen rund 46 Millionen Euro an mafianahe Unternehmen geflossen sein.

### Verkehr

#### Flugverkehr
Der Flughafen Trapani ist ein für den zivilen Verkehr geöffneter Militärflugplatz. Er liegt knapp 18 km südlich von Trapani nahe Birgi. Es gibt Direktverbindungen nach Deutschland, Spanien, Großbritannien, den Niederlanden und Schweden. Innerhalb Italiens nach Mailand, Rom, Bari, Palermo und der Insel Pantelleria. Der nächstgelegene internationale Flughafen ist der 80 km entfernte Flughafen Falcone Borsellino Palermo.

#### Fährverkehr

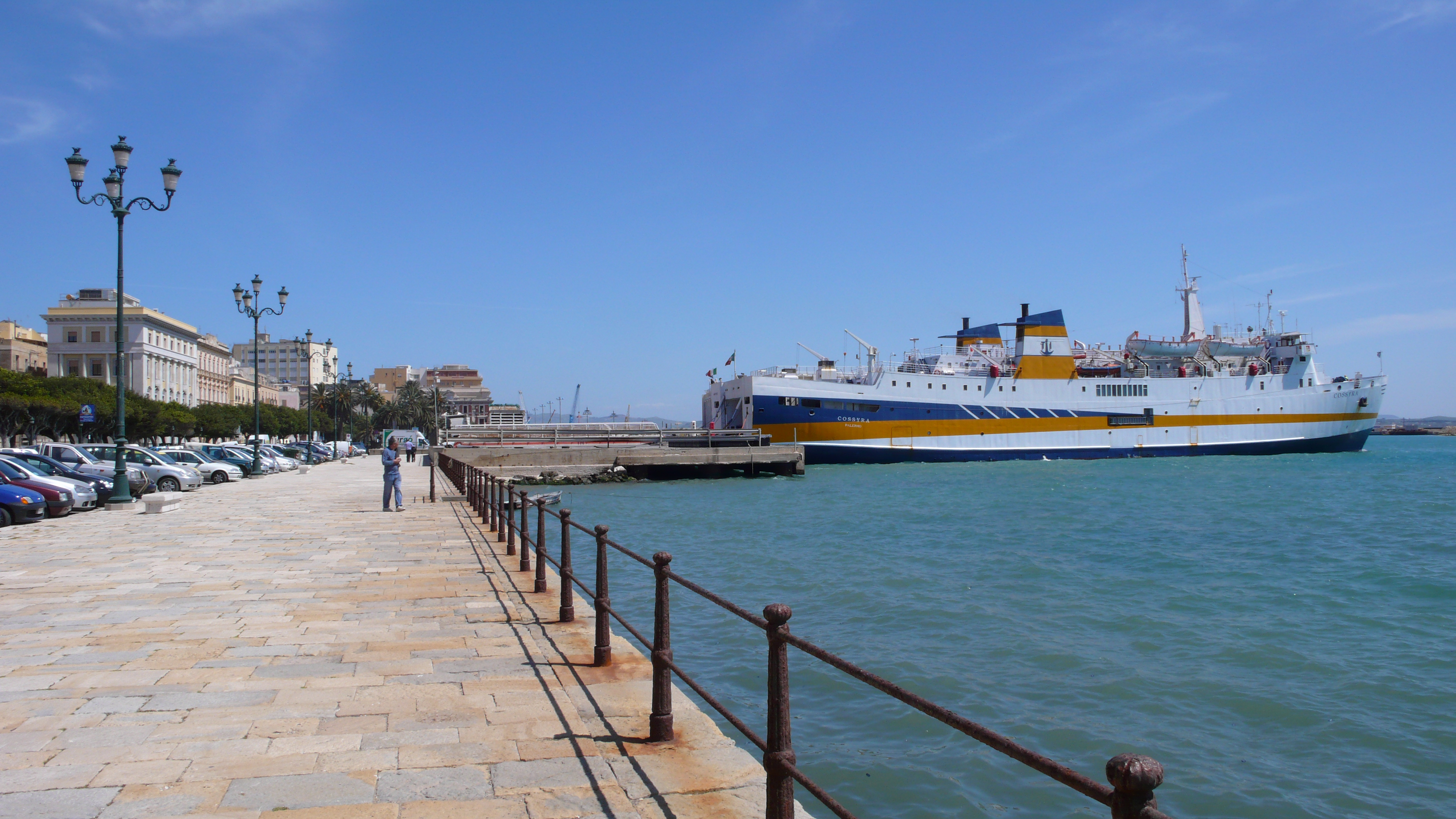
Fährhafen Trapani

Der Hafen Trapanis ist der wichtigste der Westküste Siziliens. Er verbindet die Stadt mit den Ägadischen Inseln, Pantelleria, Cagliari, Civitavecchia (Rom), Tunis und Nizza. Das Übersetzen zu den Ägadischen Inseln mit schnellen Tragflügelbooten (aliscafi) dauert 15–20 Minuten. Pantelleria wird mit der Fähre in etwa sechs, Tunis in sieben, Civitavecchia in zehn, Cagliari in elfeinhalb und Nizza in achtzehn Stunden erreicht.
Trapani wird zunehmend von Kreuzfahrtschiffen angesteuert. Im Jahr 2009 brachten 32 Schiffe mehr als 25.000 Touristen auf diesem Wege in die Stadt. 2010 wurde mit einer Verdopplung der Zahlen gerechnet. Für das Jahr 2011 standen 114 Kreuzfahrtschiffe im Kalender der Hafenbehörde.

#### Straßenverkehr
Trapani hat seit 1976 Anschluss an die Autobahn A29dir Richtung Alcamo/Palermo. Ferner gibt es die beiden Fernstraßen entlang der Nord- (SS 187) und der Südwestküste (SS 115) sowie die Inlandstrecke (SS 113).

#### Eisenbahn
Im Bahnhof Trapani enden in einem Kopfbahnhof die Strecke von Palermo über Castelvetrano und Marsala sowie die 1937 als Stichstrecke gebaute Bahnstrecke Alcamo Diramazione–Trapani von Alcamo über Milo.

#### Öffentliche Verkehrsmittel
Der öffentliche Busverkehr der Stadt wird betrieben von der ATM Trapani. Es gibt 13 Buslinien. In der historischen Altstadt verkehren Elektrobusse. Auf den Monte Erice fährt seit 2005 wieder eine Seilbahn. Sie überwindet knapp 700 Höhenmeter in zehn Minuten.

## Wissenschaft und Bildung
In Trapani befindet sich eine Außenstelle der Universität Palermo. Vertreten sind u. a. die Fakultäten Jura, Medizin und Agrarwissenschaften.
Das Konservatorium Antonio Scontrino wurde 1978 gegründet und wird derzeit von rund 800 Schülern besucht. Neben der Ausbildung in Jazz und klassischer Musik gibt es hier auch eine Akademie für Tanz.
Die Accademia di belle arti Kandinskij ist eine 1999 gegründete Hochschule für Bildende Kunst.
In der Stadt gibt es drei Gymnasien: das humanistische Liceo Classico Statale Leonardo Ximenes, das Kunstgymnasium Liceo Artistico Statale und das naturwissenschaftliche Gymnasium Liceo Scientifico Vincenzo Fardella.

## Kultur

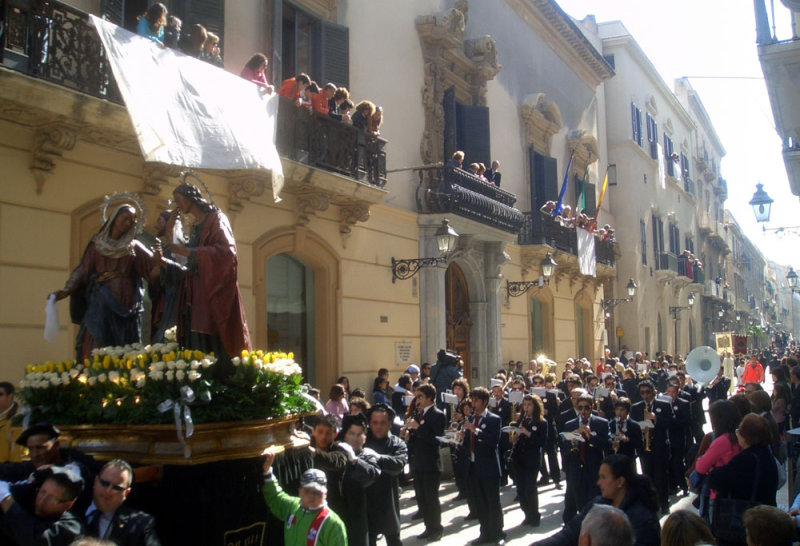
Misteri di Trapani

Trapani ist bekannt für die Mattanza, die traditionelle, aber mittlerweile eingestellte Thunfischjagd vor der Küste nahe der Insel Favignana, und für die Osterprozessionen. Die größte und feierlichste ist die Prozession am Karfreitag, die sogenannte Processione dei Misteri di Trapani.
Die Misteri di Trapani gibt es seit über 400 Jahren. Alljährlich werden am Karfreitag von der Chiesa del Purgatorio aus zwanzig Mysteriengruppen, die den Leidensweg Jesu Christi darstellen, durch die Stadt getragen. Die Figuren aus dem 16. und 17. Jahrhundert sind aus Holz gefertigt und wiegen jeweils mehrere Hundert Kilogramm. Im Wiegeschritt werden sie durch die blumengeschmückten Straßen der Altstadt getragen. Begleitet werden sie von Blaskapellen aus der Provinz, die Trauermärsche spielen. Die Prozession dauert vom frühen Nachmittag des Karfreitags die ganze Nacht hindurch bis zum Mittag des Karsamstags und zählt zu den beeindruckendsten Festumzügen auf Sizilien.
Schutzpatron der Stadt ist Albertus Siculus, der 1212 in Trapani geboren und 1474 heiliggesprochen wurde. Sein Gedenktag wird am 7. August gefeiert.

### Stadtwappen
Das Wappen zeigt die fünf ehemaligen Wachtürme um den alten Stadtkern. Die Bögen darunter stellen entweder Stadttore dar oder den Aquädukt, der früher die Stadt mit Wasser versorgte. Über den Türmen steht die Sichel, die an die Form der Stadt erinnert.

### Veranstaltungen
- Ente Luglio Musicale Trapanese[33] – Teatro di tradizione, Aufführungen von Opern, Konzerten und Theater
- Teatro Tito Marrone im Saal der Universität, Lungomare Dante Alighieri
- Palallio-Stadion für Sport- und Kulturveranstaltungen

### Gastronomie
Die trapanesische Küche lebt von fremdländischen Einflüssen, vor allem arabischen. Fisch und Couscous ersetzten häufig Fleisch und Pasta. Eine der lokalen Spezialitäten ist CousCous Imperiale, gedämpfter Hartweizengrieß mit Fischbrühe.
Das Pesto alla trapanese (Pesto nach Trapaneser Art) ist eine rohe Würzsoße aus Tomaten, Mandeln, Basilikum und Knoblauch. Traditionelle Nudelform ist die busiate, eine Art gedrehte Makkaroni. Im Sommer findet das Stragusto, ein dreitägiges Fest des internationalen street food statt.

## Bauwerke und Parkanlagen

### Kirchen

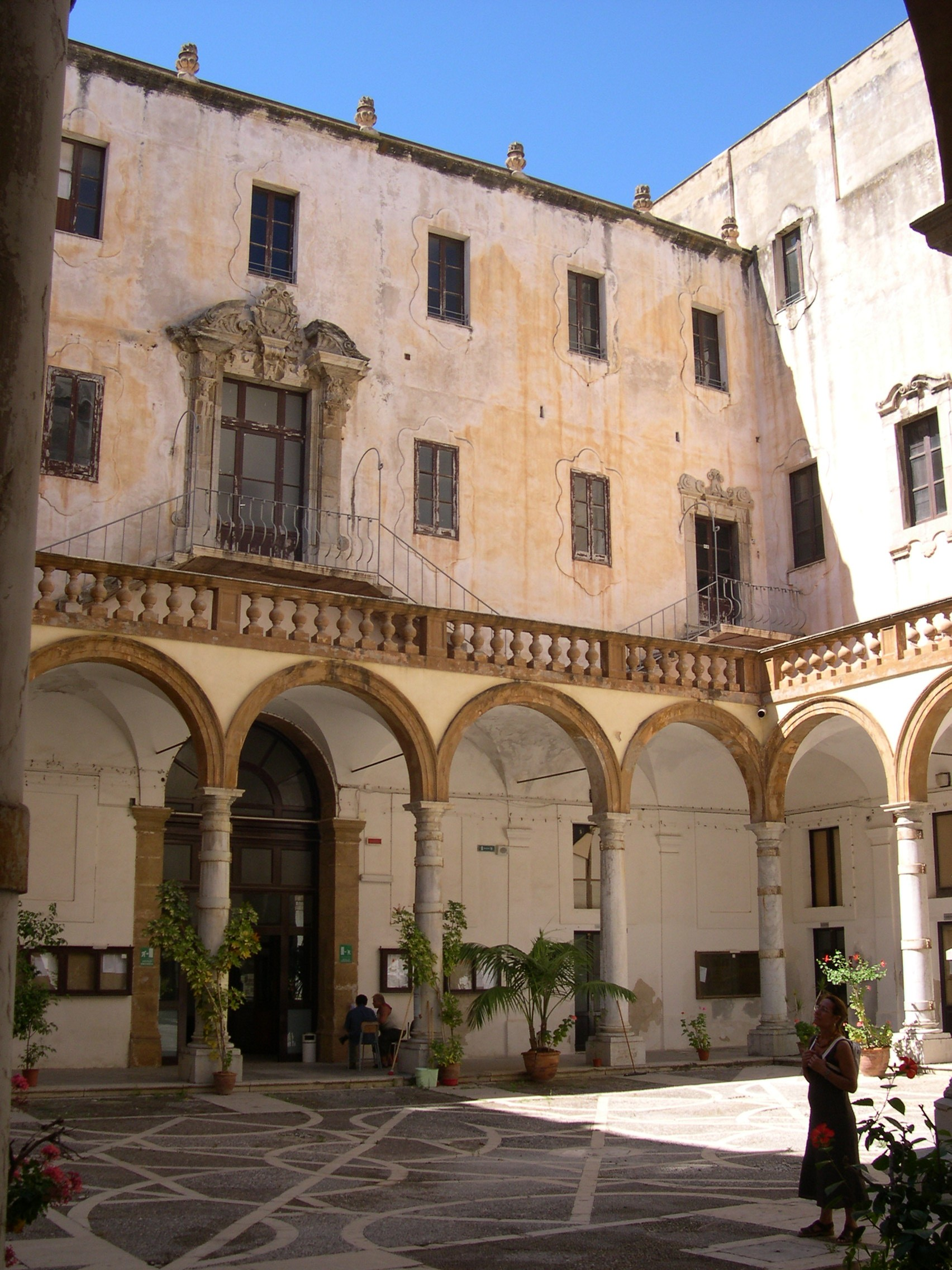
Jesuitenkloster, Chiesa e collegio dei Gesuiti

- Kathedrale San Lorenzo, Barockbau aus dem 17. Jahrhundert, Mutterkirche des Bistums Trapani
- Basilica-Santuario di Maria Santissima Annunziata, genannt die Madonna von Trapani, Kirche erbaut 1315 bis 1332, wiederaufgebaut 1760, mit Kampanile aus dem 16. Jahrhundert; enthält die Marmorstatue der Madonna von Trapani, zugeschrieben Nino Pisano.
- Chiesa del Purgatorio, Kirche aus dem 17. Jahrhundert mit den Mysteriengruppen, Via San Francesco d’Assisi
- Chiesa di Sant’Agostino, mit vollständig erhaltener Rosette. Im März 2009 wurde hier das Kruzifix von Michelangelo ausgestellt.
- Chiesa e collegio dei Gesuiti, Jesuitenkloster von Natale Masuccio im Stile des sizilianischen Barock. Heute Gymnasium Liceo Ximenes, Corso Vittorio Emanuele
- Santa Maria del Gesù, Franziskanerkirche aus der ersten Hälfte des 16. Jahrhunderts
- Chiesa di San Francesco d’Assisi, geweiht 1672
- Dominikanerkirche mit Resten des Originalbaus aus dem 14. Jahrhundert
- Chiesa della Badia Nuova – Barockkirche, Via Garibaldi
- Chiesa di Sant’Alberto – Barockbau mit kreisförmigem Kirchenschiff, heute Galerie zeitgenössischer Kunst, Via Garibaldi
- Chiesa e Convento Maria dell’Itria, im 17./18. Jahrhundert errichtet[38]
- Specus Corallii (Korallenhöhle) in der Kathedrale San Lorenzo[39]
- Chiesa di San Pietro, Barockbauwerk aus dem 18. Jahrhundert mit normannischem Ursprung, geweiht 1726

### Museen

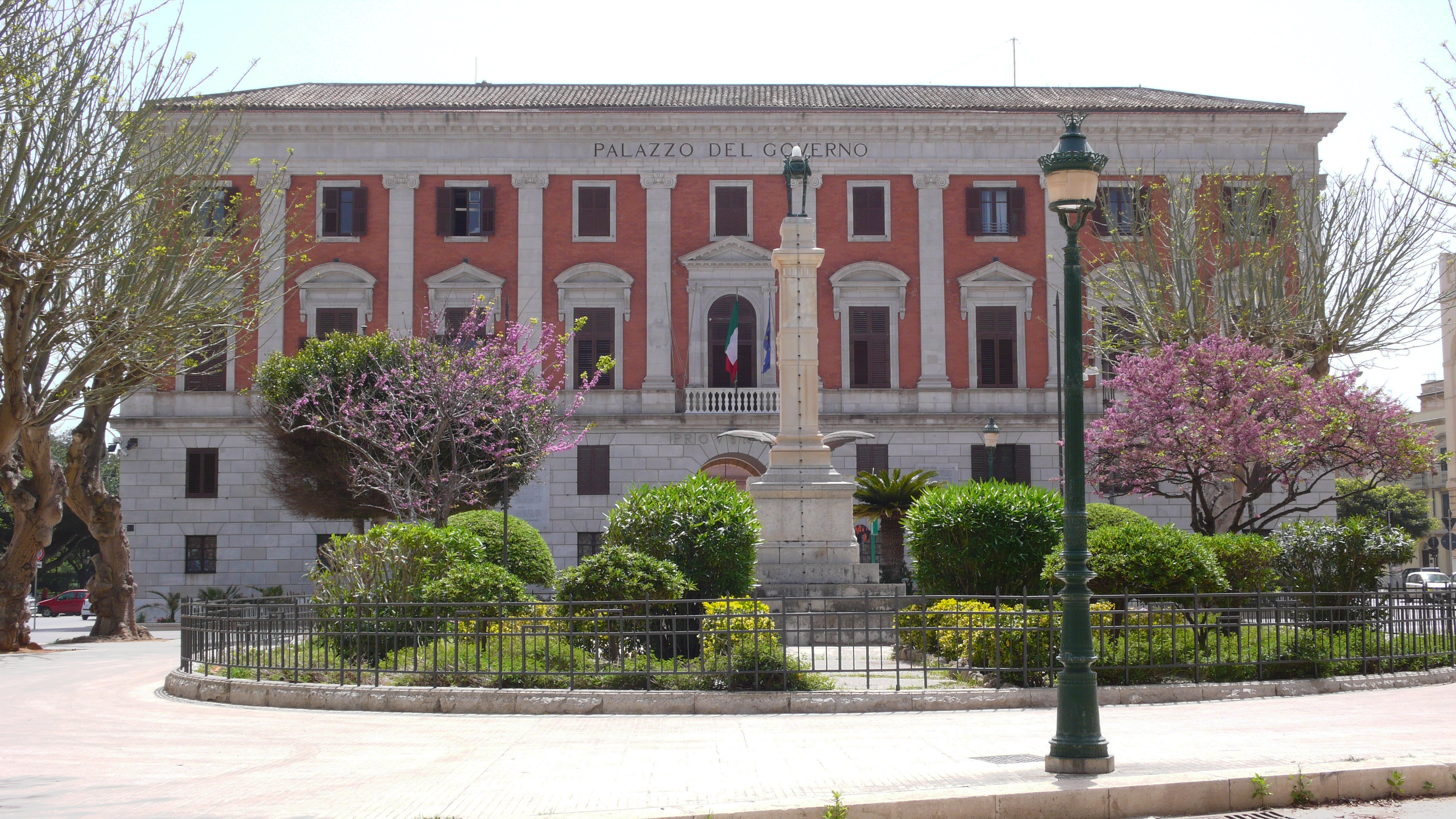
Palazzo del Governo

- Landesmuseum Agostino Pepoli (Museo Regionale Agostino Pepoli), Museum für traditionelle Korallenverarbeitung, Skulpturen und Gemälde
- Torre di Ligny, Turm auf der äußersten Spitze der Landzunge, erbaut 1617, beherbergt das Prähistorische Museum
- Museo del sale, Salzmuseum neben den Salinen von Nùbia
- Biblioteca Fardelliana, eine der wichtigsten Bibliotheken Siziliens, gegründet 1830, beherbergt etwa 150.000 Bände und besitzt einige Originalkupferstiche von Giovanni Battista Piranesi sowie eine bedeutende Zeitschriftensammlung

### Weitere Bauwerke

Statue Garibaldis

- Castello della Colombaia, Festung auf Felseninsel, eines der Wahrzeichen der Stadt, Ursprünge im 3. Jahrhundert v. Chr.
- Palazzo di Finanza, ehemaliges Finanzministerium an der Via Giuseppe Garibaldi
- Palazzo della Giudecca, auch Palazzo Ciambra, Haus der Familie Ciambra im jüdischen Viertel; mit Bossenwerk, spätgotischer Palast, erbaut im 16. Jahrhundert
- Palazzo Cavarretta, Barockfassade, ehemals Senatsgebäude, heute Sitz des Gemeinderats, Via Torrearsa
- Palazzo delle Poste e Telecomunicazioni, Postamt mit Jugendstil-Schalterraum, erbaut 1923–1927[40]
- Palazzo Lucatelli, ehemaliges Krankenhaus, Piazza Lucatelli
- Palazzo del Governo, Sitz der Regierung des Freien Gemeindekonsortiums
- Palazzo Riccio di Morana, Präsidium des Freien Gemeindekonsortiums, Corso Vittorio Emanuele, frühes 17. Jahrhundert
- Palazzo della Vicaria, Kunstgalerie, ehemaliges Gefängnis
- Palazzo D’Ali, Rathaus
- Grand Hotel an der Piazza Garibaldi, erbaut 1890
- Denkmal für Giuseppe Garibaldi, Piazza Garibaldi, erbaut 1890
- Denkmal für Vittorio Emanuele II.
- Fontana di Saturno, Brunnen, erbaut 1342
- Fontana di Tritone, Triton-Brunnen
- Ospedale Sant’Antonio Abate, Krankenhaus

### Parkanlagen

Villa Margherita

Stadtpark Trapanis ist die Villa Margherita, benannt nach Königin Margarethe von Italien. Er wurde um 1878 angelegt und 1890 für die Öffentlichkeit zugänglich. Der Park befindet sich an der östlichen Grenze der historischen Altstadt und hat eine Fläche von mehr als zwei Hektar.
Neben Volieren, Spielplatz und zahlreichen heimischen Pflanzenarten gibt es eine bemerkenswerte Palmenallee (Phoenix canariensis) sowie eine etwa 20 Meter hohe Zimmertanne (Araucaria heterophylla). Mittelpunkt bilden vier große Feigenbäume (Ficus macrophylla), unter denen im Sommer kulturelle und politische Veranstaltungen mit bis zu 2500 Zuschauern stattfinden.
Am Teich im Süden des Parks stehen fünf dorische Säulen des im Zweiten Weltkrieg zerstörten Teatro Garibaldi.

## Persönlichkeiten
Folgende Personen stammen aus Trapani
- Albertus Siculus (um 1240–um 1307), Schutzpatron von Trapani
- Vito Carrera (1555–1623), Maler des Manierismus
- Andrea Carrera (1590–1677), Barockmaler
- Giacomo Lo Verde (17. Jahrhundert), Barockmaler
- Andrea Palma (1644/1664–1730), Architekt, Vertreter des Sizilianischen Barocks
- Michelangelo Fardella (1650–1716), Forscher und Gelehrter
- Giovanni Antonio Matera (1653–1718), Barockbildhauer
- Giovanni Biagio Amico (1684–1754), Architekt, Vertreter des Spätbarock
- Francesco Ferrigno (1686–1766), Architekt des Barock
- Cristoforo Milanti (tätig im 18. Jahrhundert), Bildhauer und Stuckateur des Spätbarock
- Nicolò Palma (1694–1779), Architekt des Barock und des Klassizismus
- Andrea Gigante (1731–1787), Architekt des Barock und Neuklassizismus
- Alberto Tipa (1732–1783), Bildhauer und Krippenbauer des Spätbarock
- Giuseppe Errante (1760–1821), Maler des Klassizismus
- Giovanni Lentini der Ältere (1830–1898), Maler und Bühnenbildner
- Antonio Scontrino (1850–1922), Komponist
- Salvatore Cassisa (1921–2015), Erzbischof von Monreale
- Antonino Zichichi (* 1929), Physiker
- Vincenzo Virga (* 1936), Mafiaboss
- Filippo Burgarella (1948–2017), Mittelalterhistoriker und Byzantinist
- Alessandro Damiano (* 1960), katholischer Geistlicher, Erzbischof von Agrigent
- Gianluca Naso (* 1987), Tennisspieler

Weitere mit der Stadt verbundene Personen sind
- Rita Ernst (* 1956), Schweizer Konstruktive Künstlerin

## Weitere Informationen
- Ende des 16. Jahrhunderts lebte der spanische Dichter Cervantes für längere Zeit in Trapani. Die Windmühlen der Salinen soll er in seinem Don Quichotte verewigt haben.[42]
- Der Schriftsteller Frank Thiess veröffentlichte 1942 die Novelle Der Tenor von Trapani. Sie handelt vom Beginn der Karriere Enrico Carusos.
- Trapani und Umgebung bilden den Hintergrund für die Reisenotizen, die der österreichische Verhaltensforscher, Zoologe und Schriftsteller Otto Koenig in seinem mit zahlreichen Fotografien ausgestatteten Buch Briefe aus dem Süden (Wien 1946) veröffentlichte.
- Trapani ist einer der Hauptschauplätze der italienischen Fernsehserie Allein gegen die Mafia (ab 1984) und des Mafiafilms Iddu von 2024.